# Amrock
L'amrock est une race de poule domestique, originaire des États-Unis.

## Description
L'amrock est une volaille robuste et fière. C'est une race à deux fins : la poule est une bonne pondeuse avec en moyenne 220 œufs par an et les jeunes ont une croissance rapide.
L'amrock a un caractère tranquille sans être apathique. Elle n'aime pas voler.

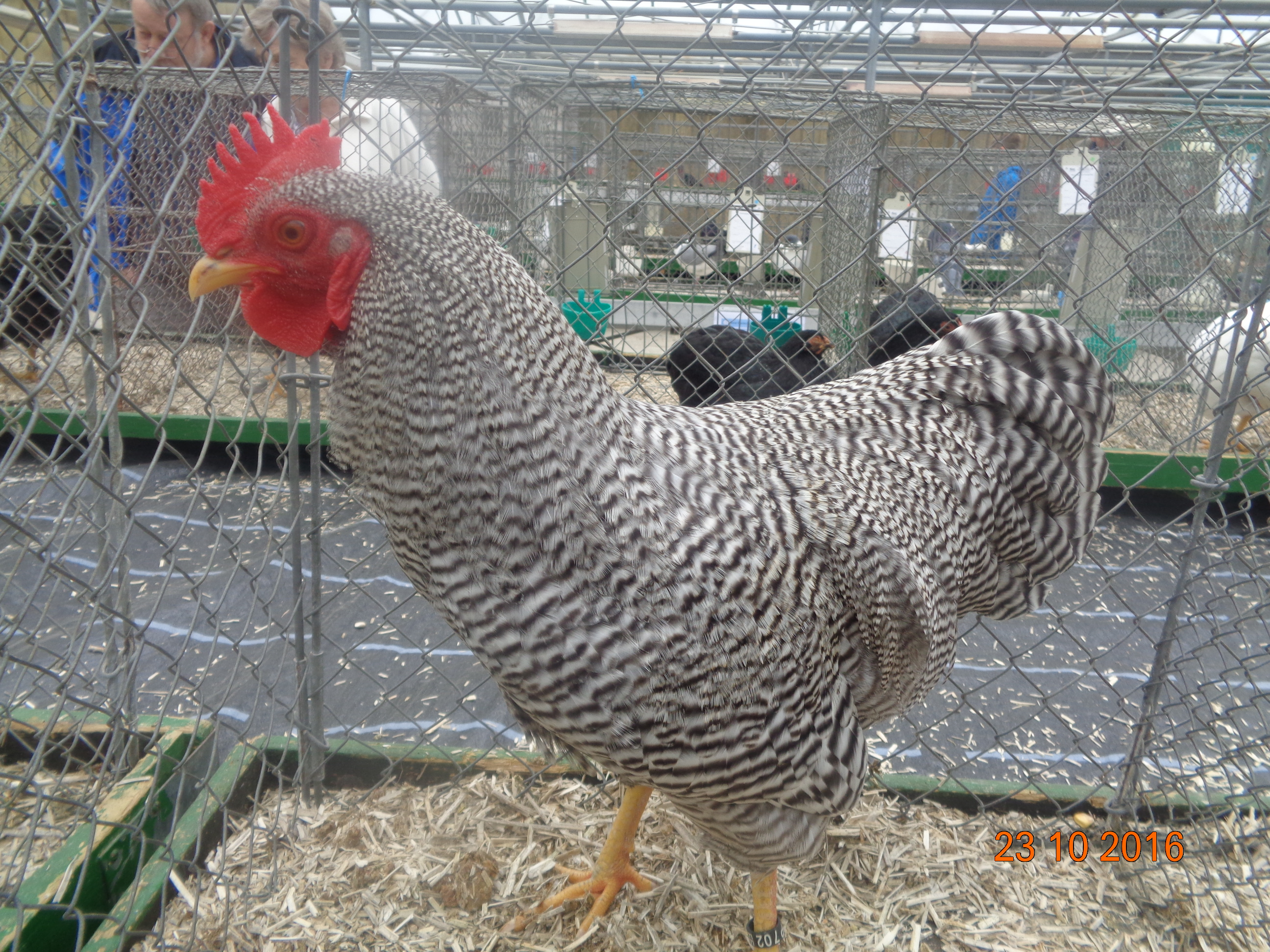
Coq Amrock nain.

Les poussins sont autosexables.

### Origine
Originaire des États-Unis, elle est issue de la dominicaine, de la cochin noire, de la java noire (qui n'a rien à voir avec la java, ni la javanaise en Europe), etc. Elle a été reconnue aux États-Unis en 1874 sous la dénomination de Barred Rock. Perfectionnée en Allemagne, elle a été reconnue en France en 1958. La forme naine est de création allemande.

### Standardofficiel
- Crête : simple.rouge.droite.le lobe  suivant la courbe de la nuque sans la toucher
- Oreillons : rouges.tailles moyennes.allongés et lisses
- Couleur des yeux : rouge

Grande race :
- Masse idéale : Coq : 3 à 4 kg ; Poule : 2,5 à 3 kg max.
- Couleur des tarses : jaunes
- Variétés de plumage : uniquement barré
- œufs à couver : 60 g, coquille brune à jaune brunâtre
- Diamètre des bagues : Coq : 22 mm ; Poule : 20 mm

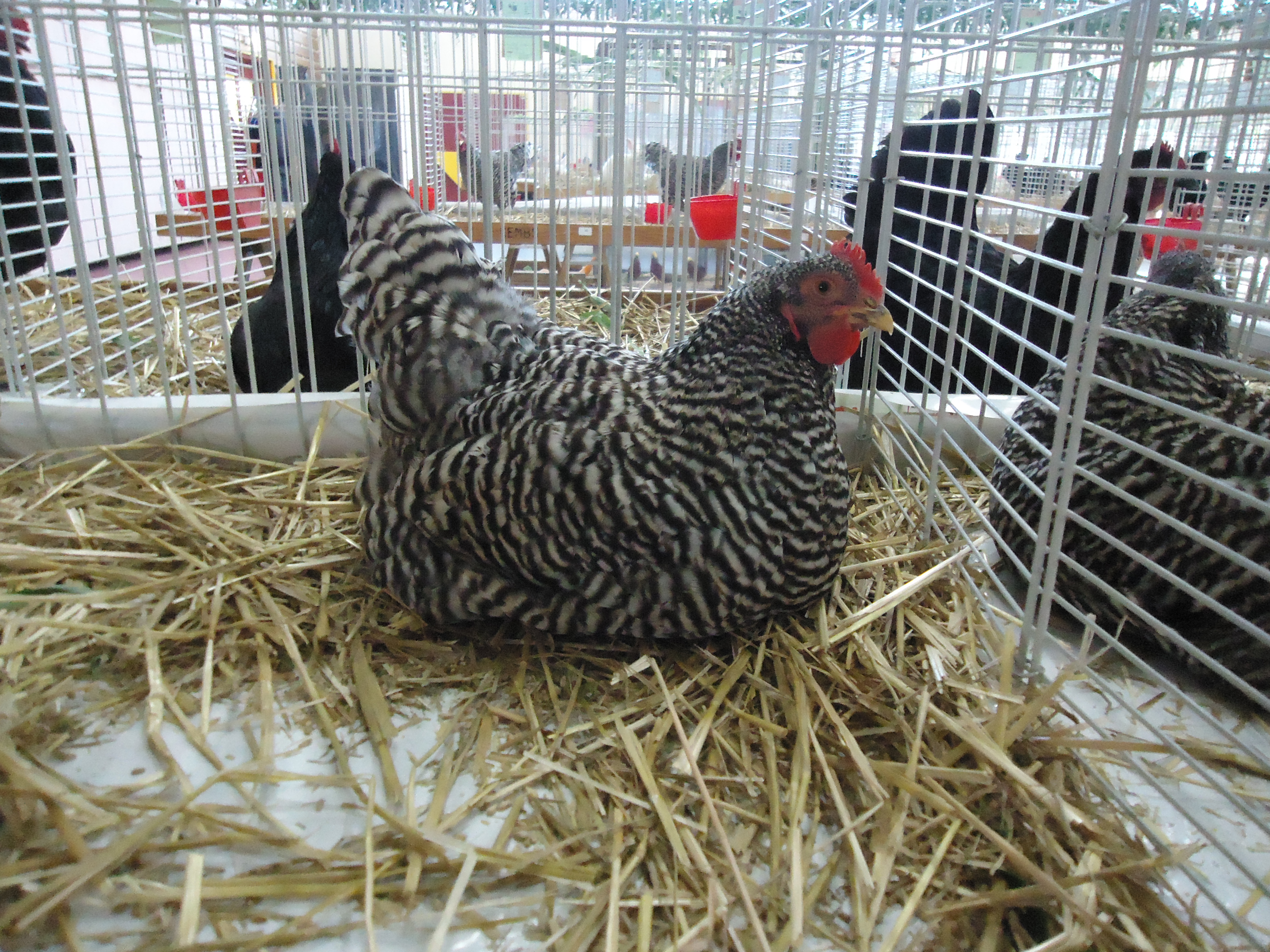
Poule Amrock (grande race).

Naine :
- Masse idéale : Coq : 1,3 kg ; Poule : 1,1 kg
- Couleur des Tarses : jaunes
- Variétés de plumage : uniquement barré
- Œufs à couver : 40 g
- Diamètre des bagues : Coq : 15 mm ; Poule : 13 mm

## Sources
- Le Standard officiel des volailles (Poules, oies, dindons, canards et pintades), édité par la Société centrale d'aviculture de France.